# Жовтяниця альпійська
{{#ifeq:0|0|{{#if:Chrysosplenium alpinum|{{#if:|[[]}}|[[]]}}}}
Жовтяниця альпійська (Chrysosplenium alpinum) — вид квіткових рослин з родини ломикаменевих (Saxifragaceae).

## Біоморфологічна характеристика
Це багаторічна трав'яна рослина 5–10 см заввишки. Рослина гола, з неплодоносними та квітковими пагонами, утворює дернину. Стеблові листки супротивні, цілокраї, пластинки їх у 2–4 рази довші коротенької (1.5–2.5 мм) листкової ніжки.

## Поширення
Поширення: Україна, Румунія.
В Україні вид росте на берегах високогірних джерел у поясі криволісся — у Карпатах (гора Піп Іван Мармароський)